# Antônio Gomes Pinto Coelho
Antônio Gomes Pinto Coelho foi um político brasileiro do estado de Minas Gerais. Foi deputado estadual em Minas Gerais, durante o período de 1967 a 1971 (5ª legislatura) pelo PL.